# Dinoptera concolor
Dinoptera concolor es una especie de escarabajo longicornio del género Dinoptera, tribu Rhagiini, subfamilia Lepturinae. Fue descrita científicamente por Heyden & Faust en 1888.
La especie se mantiene activa durante los meses de mayo y junio.

## Descripción
Mide 7-9 milímetros de longitud.

## Distribución
Se distribuye por Georgia y Turquía.